# Holomelina mirma
Holomelina mirma là một loài bướm đêm thuộc phân họ Arctiinae, họ Erebidae.